# Châtel-Censoir
Châtel-Censoir este o comună în departamentul Yonne, Franța. În 2009 avea o populație de 668 de locuitori.

## Evoluția populației
| An        | 1975 | 1982 | 1990 | 1999 | 2006 | 2009 |
| --------- | ---- | ---- | ---- | ---- | ---- | ---- |
| Populație | 713  | 677  | 602  | 657  | 670  | 668  |